# ガンダム ザ・スリーディーバトル
『ガンダム ザ・スリーディーバトル』 (GUNDAM THE 3D BATTLE) は2011年3月24日に発売されたニンテンドー3DS用ソフト。開発はアートディンク、発売はバンダイナムコゲームス。
パッケージイラストは森下直親によるもので、ガンダム、νガンダム、Ζガンダム（ウェイブライダー形態）が描かれている。

## 概要
PlayStation Portableで発売された『ガンダムバトルタクティクス』を始めとするガンダムバトルシリーズ制作スタッフによる初の3DS用アクションシューティングゲーム。ガンダムバトルシリーズから機体のポリゴンモデルやキャラクターイラストが数多く流用されているものの、「ガンダムバトルシリーズ」の作品だとはされていない。タッチパネルには非対応。
2010年6月15日に行われたE3ショー開催後に開発が開始され、当初は2010年末と予想されていた3DS本体と同時発売を目指して開発スケジュールが組まれた。開発期間を短縮するために『ガンダムバトルユニバース』や『ガンダムアサルトサヴァイブ』に搭載されていた4人対戦や協力プレイモードは導入が見送られ、1人プレイのみとなった。その代わり「すれちがい通信」機能が搭載され、他のプレイヤーの育成したMSのデータを受け取り、疑似対戦することができる。
ゲーム内容はオリジナルパイロットを作成し、『機動戦士ガンダム』劇場版三部作、『Ζガンダム』劇場版三部作、『逆襲のシャア』を題材にしたミッションをクリアして行くというもの。また、『ガンダムUC』からもユニコーンガンダムとシナンジュの2体のMSがゲスト参戦する。登場MSが少ないため、陸戦型ガンダムやG-3ガンダムといったOVAやMSV発のMSも一部登場するが、これらもゲスト参戦であり、キャンペーンミッションやキャラクターは用意されていない。
バンダイナムコゲームスは本作の発売前の3月12日に本社ビルにてブロガー向けの体験イベント「ガンダム ザ・スリーディーバトル　大地に立つ!」の開催を予定していた。イベントにはガンダム00の出演声優の一人である神谷浩史を招くと発表されていたが、3月11日に発生した東日本大震災の影響で中止になった。

## 参戦作品
- 機動戦士ガンダム（劇場版）
- 機動戦士Ζガンダム（劇場版）
- 機動戦士ガンダム 逆襲のシャア
- 機動戦士ガンダムUC（ゲスト参戦）

...etc

## 登場機体
登場する機体は約70種。『ガンダムアサルトサヴァイブ』のおよそ1/4に減少している。

### U.C.0079（一年戦争）の機体
| 地球連邦軍   |                              |                |
| 型式番号     | 機体名                       | 備考           |
| RX-78-2      | ガンダム                     |                |
| RX-78-3      | G-3ガンダム                  |                |
| RX-77-2      | ガンキャノン                 |                |
| RX-75        | ガンタンク                   |                |
| RX-79[G]     | 陸戦型ガンダム               | 地上専用       |
| RGM-79[G]    | 陸戦型ジム                   | 地上専用       |
| RGM-79       | ジム                         |                |
| RGM-79G      | ジム・コマンド               | 地上専用       |
| RGM-79GS     | ジム・コマンド（宇宙戦仕様） | 宇宙専用       |
| RGM-79SP     | ジムスナイパーII             |                |
| RB-79        | ボール                       | 宇宙専用       |
| ジオン公国軍 |                              |                |
| MS-05B       | ザクI                        |                |
| MS-06F       | ザクII                       |                |
| MS-06S       | ザクII（指揮官用）           |                |
| MS-06S       | シャア専用ザクII             |                |
| MS-07B       | グフ                         | 地上専用       |
| MS-09        | ドム                         | 地上専用       |
| MS-09R       | リック・ドム                 | 宇宙専用       |
| MSM-07       | ズゴック                     | 水陸両用       |
| MSM-07S      | シャア専用ズゴック           | 水陸両用       |
| MSM-04       | アッガイ                     | 水陸両用       |
| MSM-03       | ゴッグ                       | 水陸両用       |
| MSM-10       | ゾック                       | 水陸両用       |
| MS-14A       | ゲルググ                     |                |
| MS-14S       | ゲルググ（指揮官用）         |                |
| MS-14S       | シャア専用ゲルググ           |                |
| YMS-15       | ギャン                       |                |
| MSN-02       | ジオング                     | 宇宙・ＮＴ専用 |
| MAN-08       | エルメス                     | 宇宙・ＮＴ専用 |
| MA-08        | ビグ・ザム                   |                |
| MAM-07       | グラブロ                     | 水中専用       |

### U.C.0087（グリプス戦争）の機体
| エゥーゴ       |                                   |               |
| 型式番号       | 機体名                            | 備考          |
| RGM-79R        | ジムII（エゥーゴ仕様）            |               |
| MSA-003        | ネモ                              |               |
| RMS-099        | リック・ディアス                  |               |
| RMS-099        | リック・ディアス（赤）            |               |
| MSN-00100      | 百式                              |               |
| RX-178         | ガンダムMk-II（エゥーゴ仕様）     |               |
| FXA-05D+RX-178 | スーパーガンダム                  |               |
| MSZ-006        | Ζガンダム                         |               |
| MSA-005        | メタス                            |               |
| MSK-008        | ディジェ                          | 地上専用      |
| ティターンズ   |                                   |               |
| 型式番号       | 機体名                            | 備考          |
| RGM-79R        | ジムII（連邦軍仕様）              |               |
| RX-178         | ガンダムMk-II（ティターンズ仕様） |               |
| RMS-106        | ハイザック（ティターンズ仕様）    |               |
| RMS-106        | ハイザック（連邦軍仕様）          |               |
| RMS-117        | ガルバルディβ                     |               |
| RMS-108        | マラサイ                          |               |
| PMX-000        | メッサーラ                        |               |
| NRX-044        | アッシマー                        | 地上専用      |
| ORX-005        | ギャプラン                        |               |
| MRX-009        | サイコガンダム                    | 地上/ＮＴ専用 |
| RX-110         | ガブスレイ                        |               |
| RX-139         | ハンブラビ                        |               |
| RMS-154        | バーザム                          |               |
| RX-160         | バイアラン                        |               |
| NRX-055        | バウンド・ドック                  |               |
| MRX-010        | サイコガンダムMk-II               | ＮＴ専用      |
| PMX-001        | パラス・アテネ                    |               |
| PMX-002        | ボリノーク・サマーン              |               |
| PMX-003        | ジ・О                             |               |
| アクシズ       |                                   |               |
| 型式番号       | 機体名                            | 備考          |
| AMX-003        | ガザC                             |               |
| AMX-003        | ガザC（ハマーン専用）             |               |
| AMX-004        | キュベレイ                        | ＮＴ専用      |

### U.C.0093（第二次ネオ・ジオン抗争）の機体
| 地球連邦軍   |                                             |                 |
| 型式番号     | 機体名                                      | 備考            |
| RGM-89       | ジェガン                                    |                 |
| RGZ-91       | リ・ガズィ                                  |                 |
| RX-93        | νガンダム                                   | NT専用          |
| RX-93        | νガンダム(ダブル・フィン・ファンネル装備型) | NT専用          |
| RX-93-ν2     | Hi-νガンダム                                | NT専用          |
| ネオ・ジオン |                                             |                 |
| 型式番号     | 機体名                                      | 備考            |
| AMS-119      | ギラ・ドーガ                                |                 |
| AMS-119      | ギラ・ドーガ（レズン専用）                  |                 |
| MSN-03       | ヤクト・ドーガ（ギュネイ専用）              | NT専用          |
| MSN-03       | ヤクト・ドーガ (クェス専用)                 | NT専用          |
| MSN-04       | サザビー                                    | NT専用          |
| NZ-333       | α・アジール                                 | 宇宙専用/NT専用 |

### エクストラ
| その他MS                    |                    |      |
| 型式番号                    | 機体名             | 備考 |
| RX-0                        | ユニコーンガンダム |      |
| MSN-06S                     | シナンジュ         |      |
| サブフライトシステム（SFS） |                    |      |
| 機体名                      | 備考               |      |
| バストライナー              | 宇宙専用           |      |
| ドダイYS                    | 地上専用           |      |
| スキウレ                    | 宇宙専用           |      |
| ドダイ改                    | 地上専用           |      |
| Gディフェンサー             |                    |      |
| シャクルズ                  | 宇宙専用           |      |
| ゲター                      | 宇宙専用           |      |
| ベースジャバー              | 地上専用           |      |
| バックウェポンシステム      | リ・ガズィ専用     |      |

## 登場キャラクター

### パイロット
プレイ可能なパイロットキャラクターは以下の通り。
| 「劇場版 機動戦士ガンダム」の連邦軍 - アムロ・レイ - カイ・シデン - ハヤト・コバヤシ | ジオン公国軍 - シャア・アズナブル - ドズル・ザビ - ランバ・ラル - マ・クベ - ガイア - ララァ・スン |

| 「劇場版 機動戦士Ζガンダム」のエゥーゴ - カミーユ・ビダン - クワトロ・バジーナ - エマ・シーン - アムロ・レイ - ファ・ユイリィ - レコア・ロンド アクシズ - ハマーン・カーン | ティターンズ - ジェリド・メサ - ブラン・ブルダーク - フォウ・ムラサメ - サラ・ザビアロフ - ヤザン・ゲーブル - レコア・ロンド - ロザミア・バダム - パプテマス・シロッコ |

| 「逆襲のシャア」の連邦軍 - アムロ・レイ - ハサウェイ・ノア - ケーラ・スゥ | 「逆襲のシャア」のネオ・ジオン軍 - シャア・アズナブル - クェス・エア - ギュネイ・ガス |

| 「ガンダムUC」の連邦軍 - バナージ・リンクス | 「ガンダムUC」のネオ・ジオン軍 - フル・フロンタル |

### オペレーター
所属する勢力によっては一部選択できなくなるオペレーターもいる。
- ノエル・アンダーソン
- ホア・ブランシェット
- エレン・ロシュフィル
- ユウキ・ナカサト
- ミユ・タキザワ
- アン・フリーベリ
- 女性兵士